# جوزيف ماري جاكار
جوزيف ماري تشارل (بالفرنسية: Joseph Marie Jacquard)‏، ويدعَى أو يلقَب جاكار (7 من يوليو 1752م ــ 7 من أغسطس 1834م)، هو تاجر وناسج فرنسي. لعب دورًا مهمًا في تطوير أقدم منسج قابل للبرمجة («منسج جاكار»)، والذي لعب بدوره دورًا مهمًا في تطوير الآلات الأخرى القابلة للبرمجة، مثل الكمبيوتر.

## السيرة الذاتية

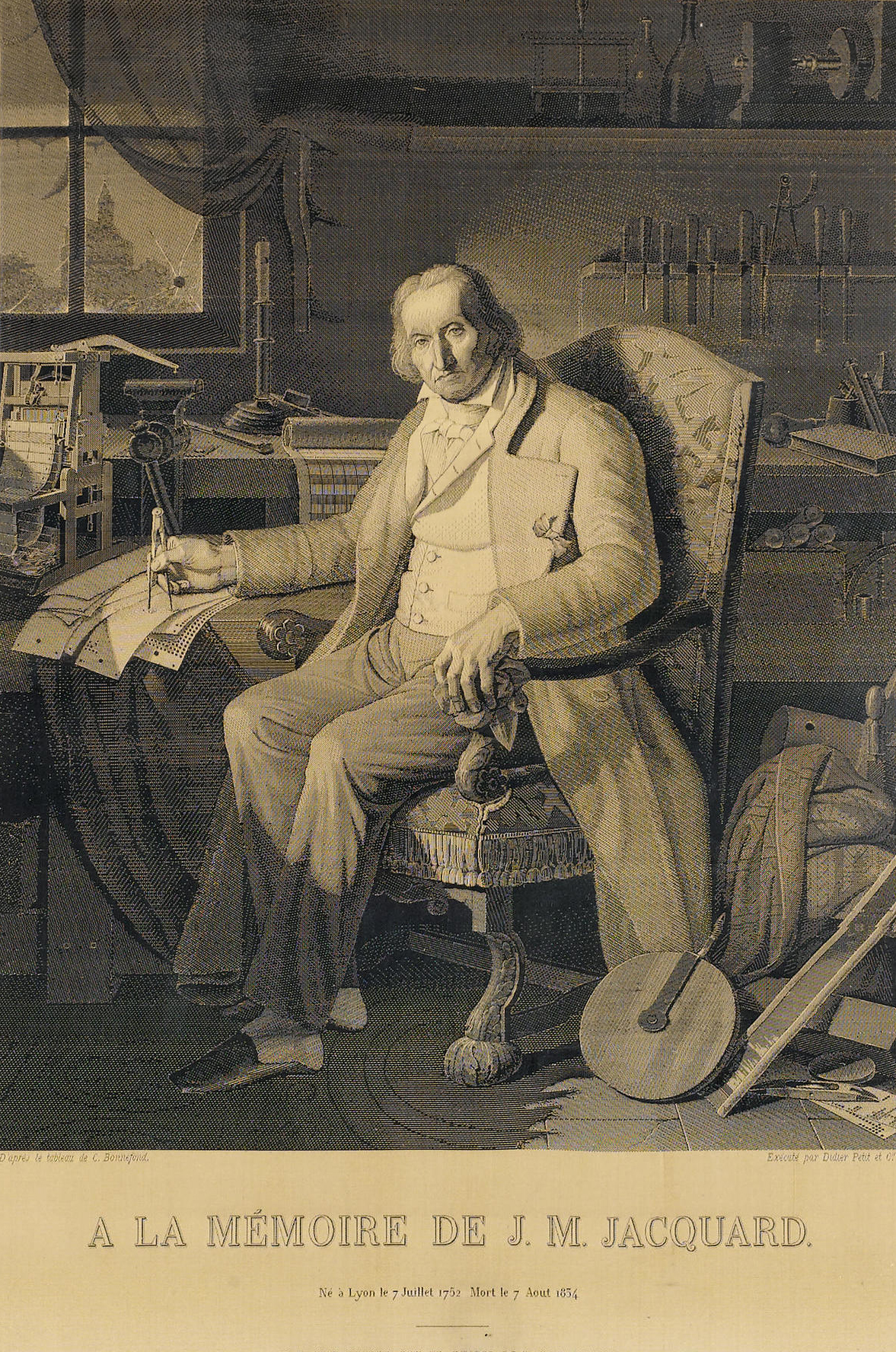

لم يكن جاكار لقبه الأصلي؛ بل كان شارل. وفي جيل جده، عاشت العديد من فروع عائلة شارل في ضاحية كوزون-أو-مون دور (في الجانب الشمالي من ليون على امتداد نهر سون). ولتمييز الفروع المتعددة من العائلة، تم إعطاء كل فرع منها لقبًا معينًا؛ وكان «جاكار» من نصيب فرع عائلة جوزيف. لذا، كان اسم جد تشارلز جوزيف هو بارتيلمي، و[يلقَب] جاكارد.
وُلِد جوزيف ماري تشارل، المُلقَب جاكار، في مدينة ليون بفرنسا في 7 من يوليو عام 1752م. وكان واحدًا من بين تسعة أبناء لجين شارل المُلقَب جاكار، وهو ناسج محنك في ليون، وزوجته أنطوانيت ريف. لكن من بين أولئك التسعة لم يصل أحد إلى مرحلة البلوغ سوى جوزيف وشقيقته كليمنس (ولِدت في 7 من نوفمبر 1747م). ورغم أن والده كان من ذوي الأملاك، فلم يحصل جوزيف على تعليم منهجي، وظل أميًا حتى سن الثالثة عشر. وأخيرًا، قام صهره، جين ماري باريت الذي كان يدير عملاً للطباعة وبيع الكتب، بتعليم جوزيف. قدم باريت كذلك جوزيف للمجتمعات المتعلمة والباحثين.
توفيت والدته عام 1762م، وعندما توفي والده عام 1772م، ورث جوزيف منزل أبيه، والمناسج، وورشة العمل، بالإضافة إلى مزرعة عنب ومحجر في كوزون-أو-مون دور. وانخرط جوزيف بعدها في أعمال العقارات. وفي عام 1778م، جاء تصنيفه لمهنته كناسج محنك وتاجر حرير. كانت مهنة جاكار في تلك الفترة مثيرة للمشكلات، إذ أنه بحلول عام 1780م لم يعد يعمل معظم ناسجي الحرير يعملون بشكل مستقل؛ بل أصبحوا يعملون بأجور عند تجار الحرير، ولم يكن جاكار مسجلاً كتاجر حرير في ليون.
وفي 26 من يوليو 1778م، تزوج جاكار من كلودين بويشون. كانت أرملة من الطبقة المتوسطة من ليون، ولديها أملاك ومهرًا كبيرًا من زوجها السابق. رغم ذلك، سرعان ما أغرقت الديون جوزيف وتم استدعاؤه للمثول أمام المحكمة. ويذكر بارلو أنه بعد وفاة والد جاكار، شرع جاكار في عمل تجاري للنسيج، لكنه فشل وخسر كل ثروته. لكن بارلو لم يذكر أي مصادر لدعم ما يدعيه.
بحلول عام 1800م، بدأ جوزيف في الانشغال باختراع: منسج يدار بالقدم في 1800م، ومنسج لشبكات الصيد في 1803م، كما بدأ في عام 1804م في صناعة منسج «جاكار»، والذي باستطاعته أن ينسج الحرير المنقوش بشكل أوتوماتيكي. لكن لم يعمل أي من اختراعاته بشكل جيد، ولذا كانت غير ناجحة.
وفي عام 1801م، عرض جاكار اختراعه في المعرض الصناعي في باريس، وفي 1803م تم استدعاؤه إلى باريس ضمه إلى المعهد الوطني الفرنسي للفنون والحِرف. وأشار منسج جاك دي فوكانسون المعروض في ذلك المعرض إلى العديد من التحسينات في حد ذاته، والذي عمل جاك على تحسينه بعد ذلك تدريجيًا حتى وصل إلى حالته النهائية. ورغم أن اختراعه قابله نساجو الحرير بمعارضة عنيفة، نظرًا لخوفهم من أن يؤدي طرحه في الأسواق إلى حرمانهم من مصدر رزقهم بسبب توفيره للأيدي العاملة، فقد أدت مزاياه إلى أمن اعتماده بشكل عام، وبحلول عام 1812م كان هناك 11000 مشغل نول جاكار يتم استخدامها في فرنسا. وقد طعن البعض في صحة هذا الادعاء: ففي البداية، بيعت أعداد قليلة من مناسج جاكار بسبب مشكلات في آلية البطاقة المثقوبة. ولم تزداد المبيعات سوى بعد عام 1815م، وذلك بعد أن توصل جين أنطوان برتون إلى حل لمشكلات آلية البطاقة المثقوبة. وتم إعلان المنسج ملكية عامة في عام 1806م، وكوفئ جاكار براتب وحق امتياز اختراع عن كل ماكينة.
توفي جاكار في أولين (إقليم رون)، في 7 من أغسطس 1834م. وبعد ستة أعوام من رحيله، شُيد تمثال له في مدينة ليون، في الموقع الذي كان عليه في السابق معرض المناسج الذي أقامه في عام 1801م.

## كتابات أخرى
- Essinger، James (2004). Jacquard's Web: How a Hand-Loom Led to the Birth of the Information Age. Oxford: Oxford University Press. مؤرشف من الأصل في 2022-12-07.
- Razy، C. (1913). Étude analytique des petits modèles de métiers exposés au musée des tissus. Lyon, France: Musée historique des tissus.

## وصلات خارجية
جوزيف ماري جاكار 